# Осада Галича (1219)
Осада Галича (1215 или 1219) — центральное событие венгро-польского похода на Галич, предпринятого после разрыва союза Мстислава Удатного с Лешеком Белым из-за захвата Даниилом Романовичем побужских городов (Берестье и др.).

## Датировка
В первоисточнике, которым служит Галицко-Волынская летопись, первое вокняжение Мстислава Удатного в Галиче (после разрыва венгро-польского союза и приглашения Мстислава Лешеком) датировано 1212 годом, то есть произошло одновременно с захватом смоленскими Ростиславичами Киева и посажения в нём на княжение Ингваря луцкого. Известно о том, что в 1215 году Мстислав Удатный уехал из Новгорода на юг и просил венгерского короля дать ему Галич, а также об осаде Галича русским войском, не нашедшей отражение в русских летописях, после которого Андраш II вывез своего сына Коломана в Венгрию. В этом свете фразу Мстислава, последовавшую за потерей им Галича,

Поиди, княже, в Володимерь, а я поиду в половци, мьстивЕ сорома своего.

Соловьёв С. М. комментирует следующим образом:

Но не к половцам отправился Мстислав: он пошел на север, там освободил Новгород от Ярослава Всеволодовича, одержал Липецкую победу и только в 1218 году явился опять на юге.

Вместе с тем Грушевским М. С. была предпринята масштабная реконструкция датировки Галицко-Волынской летописи с привлечением различных источников, в которой первый захват Мстиславом Галича, брак Даниила Романовича с его дочерью, венгерский поход на Галич и пострижение матери Даниила в монахини датированы 1219 годом.

## История
Мстислав соединился с черниговскими князьями и стоял на реке Зубре. Венгры захватили Перемышль, из которого бежал воевода Ярун, и осадили Галич, в котором по приказу Мстислава расположился с войском Даниил (Александр белзский уклонился от исполнения аналогичного приказа). Осаждённые дали бой подходящим венграм на днестровском броду. Затем Коломан, по выражению летописи,

и паде на ня снЕгъ, не могоша стоояти, идоша за Рогожину, идоша на Мьстислава, и прогнаша и земли.

Неизвестно, было ли сражение, но после этого исчезла перспектива помощи Мстислава осаждённому Галичу, и он приказал Даниилу выйти из города. Это удалось сделать несмотря на то, что отход носил характер прорыва и был связан с боем примерно в течение суток (день и ночь).
Венгры попытались развить наступление на Волынь, но Даниилу удалось блокировать Лешека путём организации нападения на Польшу литовцев, и Мстислав с половцами смог разбить венгров, а в следующий поход взять Галич (1221).